# Mark Mayambela
Mark Mayambela, född 9 september 1987 i Kapstaden, är en sydafrikansk fotbollsspelare (mittfältare) som spelar för Cape Umoya United.

## Karriär
Mayambela skrev på ett treårskontrakt med Djurgården i slutet av februari 2014  efter att ha provspelat under några veckor.